# Raffaello Morghen (Künstler)

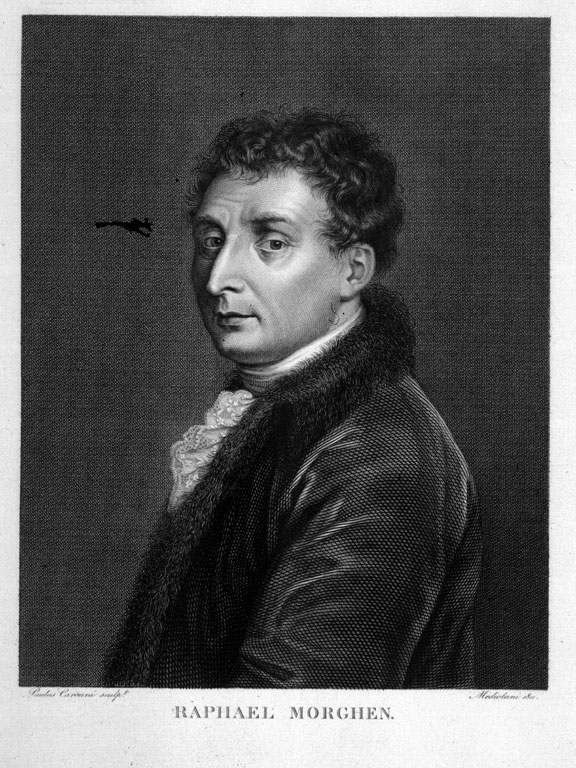
Porträt von Raphael Morghen in einem Kupferstich von 1811

Raffaello Morghen, mitunter auch Raphael Morghen (* 19. Juni 1758 in Neapel; † 8. April 1833 in Florenz), war ein italienischer Kupferstecher und Radierer.

## Leben
Morghen war zunächst Schüler seines Vaters Filippo Morghen, ab 1778 bei Giovanni Volpato in Rom. 1793 wurde er durch den Großherzog Ferdinand III. nach Florenz berufen, wo er eine Kupferstecherschule eröffnete. Im Allgemeinen Lexikon der Bildenden Künstler wird er als der „bedeutendste Vertreter in Italien“ des französischen Linienstichs bezeichnet. 1803 wurde Morghen als auswärtiges Mitglied in die Académie des Beaux-Arts aufgenommen.